# Scaptomyza setiger
Scaptomyza setiger är en tvåvingeart som beskrevs av Hardy 1965. Scaptomyza setiger ingår i släktet Scaptomyza och familjen daggflugor. Inga underarter finns listade i Catalogue of Life.